# Walenstadt
Walenstadt é uma comuna da Suíça, no Cantão São Galo, com cerca de 4.656 habitantes. Estende-se por uma área de 45,75 km², de densidade populacional de 102 hab/km². Confina com as seguintes comunas: Alt Sankt Johann, Flums, Grabs, Quarten, Sevelen, Wartau.
A língua oficial nesta comuna é o Alemão.